# Efthimios Kompodietas
Efthimios Kompodietas (* 3. Februar 1965) ist ein deutscher Fußballtrainer und ehemaliger Fußballspieler griechischer Abstammung.

## Werdegang
Kompodietas wurde in Griechenland geboren und zog später mit seiner Familie nach Bielefeld. Dort begann er beim VfB 03 Bielefeld seine Karriere und wechselte im Jahre 1980 zu Arminia Bielefeld. Von 1983 und 1985 gehörte er als Mittelfeldspieler zum Kader der ersten Mannschaft der Bielefelder an, die seinerzeit in der Bundesliga spielte. Sein Bundesligadebüt feierte er am 13. August 1983 beim 3:2-Sieg der Arminia beim 1. FC Köln. Insgesamt absolvierte er vier Bundesligaspiele und drei Intertoto-Cup-Spiele für die Bielefelder, die 1985 aus der Bundesliga abstiegen. Über seine weitere Fußballkarriere ist nichts bekannt.
Heute betreibt er im Bielefelder Stadtteil Sennestadt das Fitnesscenter K5 Feelnessloft. Ferner wirkt Kompodietas als Kinesiologe und ist Inhaber der Firma Brain Activity. In seiner Tätigkeit als Kinesiologo arbeitete er bereits mit der deutschen Nationalmannschaft, Spielern von Arminia Bielefeld sowie weiteren Bundesligaprofis wie Manuel Neuer und Marc Ziegler zusammen. Im Januar 2014 kehrte Kompodietas zu Arminia Bielefeld zurück und übernahm den Posten des Co-Trainers der Profimannschaft. Ende November 2015 trat er von diesem Posten wieder zurück. Zur Saison 2016/17 wurde Kompodietas „Co-Trainer für spezielle Trainingsaufgaben“ beim Bundesligisten SV Darmstadt 98, jedoch am 5. Dezember 2016 wieder von seinem Posten freigestellt.